# Alan Barlow
Sir James Alan Noel Barlow, 2. Baronet, GCB, KBE FSA (* 25. Dezember 1881 in London; † 28. Februar 1968 in Wendover, Buckinghamshire) war ein britischer Staatsbeamter und Kunstsammler.

## Biographie
Sein Vater war Sir Thomas Barlow, 1. Baronet, Präsident des Royal College of Physicians. Barlow studierte an der Universität von Marlborough und am Corpus Christi College der University of Oxford, wo er mit einem Master of Arts abschloss, und trat als Beamter in den Staatsdienst ein. 1906 wurde er Schriftführer im House of Commons. Barlow gehörte von 1907 bis 1915 dem Board of Education und von 1915 bis 1919 dem Ministry of Munitions an. Von 1919 bis 1932 war Alan Barlow im Ministry of Labour tätig. Barlow setzte sich insbesondere für die Finanzierung von Kulturprojekten und Bildungseinrichtungen ein. Von 1932/1933 bis 1934 arbeitete er als Privatsekretär (Principal Private Secretary) für den damaligen Premierminister Ramsay MacDonald. Von 1934 bis 1939 war er als Unterstaatssekretär (Undersecretary) im britischen Finanzministerium. 1939 wurde er Third Secretary. 1942 wurde er Second Joint Secretary im Finanzministerium. 1948 schied er aus dem Staatsdienst aus.
1938 wurde er zum Knight des Order of the British Empire ernannt. 1942 erhielt er die Ehrendoktorwürde als Doctor of Law (LL.D.) der University of Glasgow. 1947 erhielt er das Großkreuz des Bathordens. Er war außerdem Friedensrichter in der Grafschaft Buckinghamshire.
Alan Barlow heiratete am 6. April 1911 Emma Nora, geborene Darwin. Sie war die Tochter von Sir Horace Darwin. Am 12. Januar 1945 erbte er von seinem Vater den erblichen Adelstitel Baronet, of Wimpole Street in the Borough of Saint Marylebone in the County of London. Barlow hatte insgesamt sechs Kinder, darunter seinen Titelerben Thomas Erasmus Barlow (1914–2003).
Barlow war ein großer Kunstsammler. Bereits kurz nach der Jahrhundertwende begann er zunächst mit der Sammlung orientalischer Keramiken. Ab 1905 kam islamische Töpferkunst hinzu. In den folgenden 20 Jahren lag ein Schwerpunkt von Barlows Sammelleidenschaft auf Kunstgegenständen des Osmanischen Reiches und aus dem Iran. Barlow war von 1943 bis 1961 Vorsitzender der Oriental Ceramic Society. Er selbst verfügte über eine größere private Sammlung chinesischer Kunstwerke, zu denen auch hochwertige Bücher, Handschriften und Manuskripte zählen. Die Sammlung wird seit 1974 als Barlow Collection in der University of Sussex aufbewahrt. Bereits 1953 hatte er seine Sammlung persischer Töpferkunst dem Ashmolean Museum in Oxford vermacht.